# Zeewolde Atletiek
Zeewolde Atletiek is een atletiekvereniging in de Nederlandse plaats Zeewolde.
Zeewolde Atletiek is opgericht op 2 februari 2002 onder de naam Loopgroep Zeewolde. Op 15 maart 2004 sloot Loopgroep Zeewolde zich aan bij de Atletiekunie.
Op 22 februari 2005 veranderde de naam in Atletiek Vereniging Zeewolde. Rond de komst van de atletiekbaan (september 2018) werd deze opnieuw aangepast, ditmaal in Zeewolde Atletiek.